# I'm in Love (musikalbum av Wilson Pickett)
I'm in Love är ett musikalbum av Wilson Pickett som lanserades 1968 på Atlantic Records. Titelspåret var en av skivans hitsinglar, men bäst gick "She's Looking Good" som nådde #15 på Billboard Hot 100. Albumet innehåller något fler ballader än Picketts tidigare skivor som dominerades av dansat soulmusik.

## Låtlista
(kompositörens efternamn inom parentes)
1. "Jealous Love" (King Curtis, Womack) - 2:49
2. "Stagger Lee" (Logan, Price) - 2:22
3. "That Kind of Love" (Covay) - 2:19
4. "I'm in Love" (Womack) - 2:32
5. "Hello Sunshine" (Curtis, Miller) - 2:33
6. "Don't Cry No More" (Malone) - 2:12
7. "We've Got to Have Love" (Pickett, Womack) - 2:05
8. "Bring It on Home to Me" (Cooke) - 3:12
9. "She's Lookin' Good" (Collins) - 2:26
10. "I've Come a Long Way" (Womack) - 3:09

## Listplaceringar
- Billboard 200, USA: #70[1]
- Billboard R&B Albums: #9